# Représailles de la rue Powązkowska

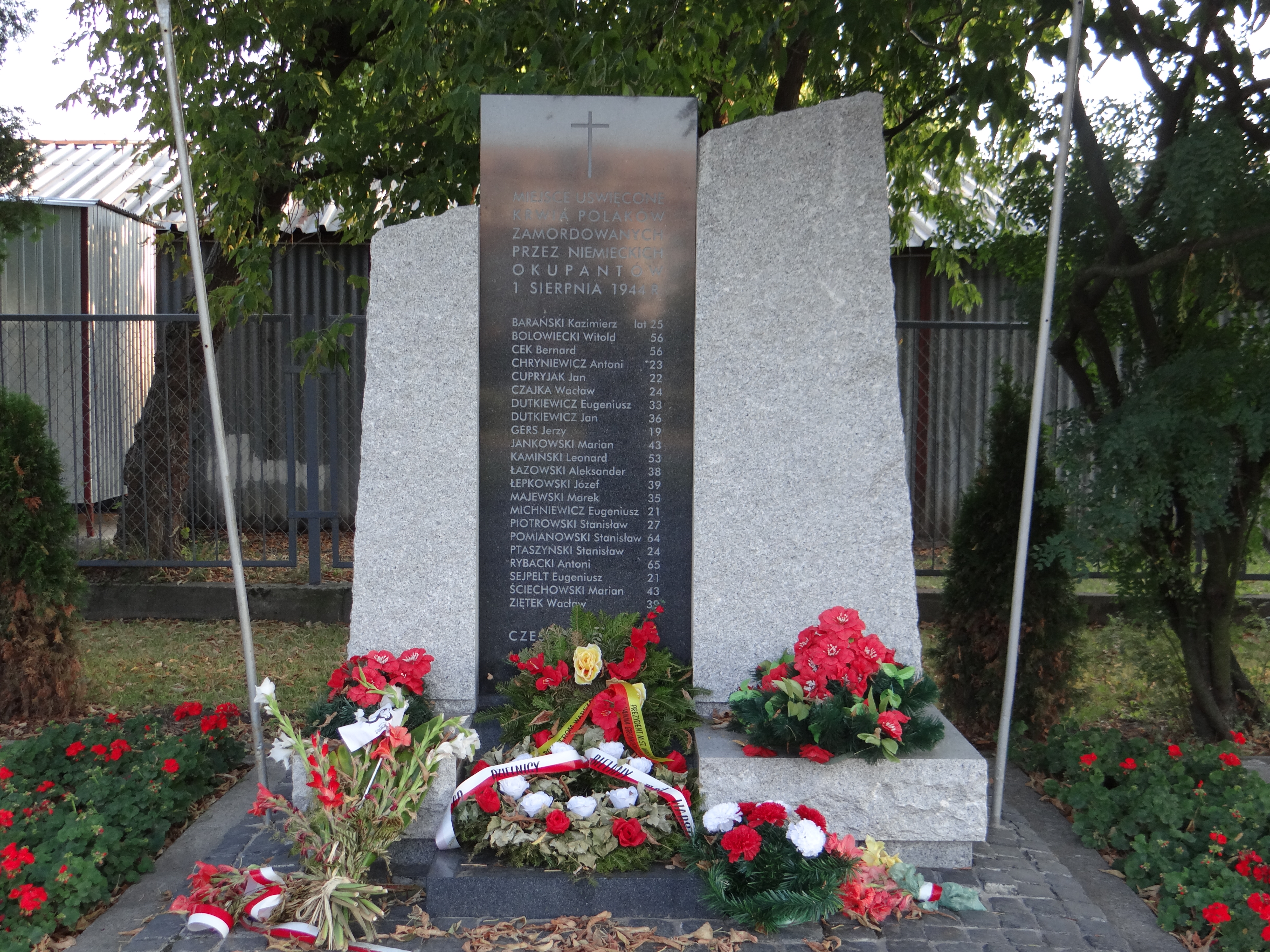
Le monument commémorant les victimes de l’exécution

Les représailles de la rue Powązkowska sont l'assassinat de vingt-deux habitants du quartier de Powązki à Varsovie, commis par les Allemands le 1er août 1944. L’exécution des hommes qui ont séjourné dans la maison de la rue Powązkowska  est l’une des premières opérations de représailles commises par les Allemands lors de l’insurrection de Varsovie. 

## Prélude
Le 1er août 1944, les actions insurrectionnelles ont commencé à Varsovie, y compris le quartier Powązki. Le groupe « Żyrafa » d’Armia Krajowa, comptant environ 120 personnes, a essayé d’attaquer la forteresse Bem (appelée Pionierpark), occupée par les Allemands. Pourtant, l’attaque a échoué sous les coups des mitrailleuses des forces allemandes, installées à proximité, dans le cimetière militaire de Powązki. La partie du groupe (l’unité de capitaine « Sławomir ») a été forcée de se cacher dans le Powązki et dans le village Chomiczówka. 

## Déroulement
Après avoir repoussé l’attaque, les Allemands ont décidé de se venger sur la population civile. À 6 heures du soir, les soldats de la garnison de la forteresse Bem ont encerclé la maison de la rue Powązkowska 41, de laquelle les insurgés ont tiré sur les Allemands, restés dans le bâtiment de l’autre côté de la rue (à la suite de cette attaque un officier et un soldat allemand sont morts.). Les habitants de la maison n’ont pas participé à l’assaut; de plus, ils ont été surpris par le déclenchement de l’insurrection. Néanmoins, les Allemands ont forcé tous les civils à sortir de l’immeuble et les ont chassés vers la forteresse. Là, les Polonais ont été divisés en deux groupes – un groupe de femmes et d’enfants et un autre d’hommes.   
Quelques heures plus tard, un officier allemand leur a dit qu’on a tiré sur les soldats allemands depuis une maison de la rue Powązkowska et qu’à cause de cette action, deux Allemands sont morts et un est blessé. Ensuite l’officier a dit aux femmes et aux enfants : « Vos pères et vos frères bandits ont tué l’officier et le soldat allemand, et ils seront fusillés pour cet acte ». Il a fini par annoncer que les femmes et les enfants vont rester là en tant qu'otages, et seront fusillés en cas de résistance où de fuite des condamnés à mort. 
Juste après cet appel, environ 22 h 30, les soldats allemands ont ramené les hommes au marais de Szosa Powązkowska, situé près de la forteresse de Bem et de l’église de Saint Josaphat. Là, deux Allemands choisissaient une personne du groupe, s’éloignaient avec elle de quelques mètres et la tuaient par une balle dans la nuque. Les personnes donnant les signes de vie étaient achevées. L’exécution finie, les soldats sont retournés à la forteresse de Bem. Deux hommes ont survécu au massacre – Władysław Bombel et Stefan Mielczarek (ils ont été blessés). 
Selon les sources, les vingt-un habitants de la maison de la rue Powązkowska 41 (âgés de 18 à 65 ans) ont été tués cette nuit. Cependant il y a vingt-deux noms de victimes gravés sur le monument érigé après la guerre dans le lieu de l’exécution. 

## Commémoration
En 1960, dans ce lieu on a dressé une croix en métal, à laquelle on a fixé une plaque portant les noms des victimes. En 2011, le lieu de commémoration a été rénové. Au lieu de la croix, on a construit un monument d’une hauteur de 200 centimètres et d’une largeur de 170 centimètres. Au centre du monument, il y a une plaque en pierre avec les noms des victimes. 